# 보성 선씨
보성 선씨(寶城宣氏)는 전라남도 보성군을 본관으로 하며 시조는 선윤지(宣允祉)이다.

## 기원
선씨(宣氏)의 득성(得姓)시조는 중국 주(周)나라 문왕(文王)의 아들인 희정(姬靜,묘호 선왕 宣王), 주(周)나라 문왕(文王)의 넷째 아들 희단(姬旦,주공 周公)의 후손인 숙손교여(叔孫僑如, 시호 선백 宣伯), 송나라 자력(子力,시호 선공 宣公), 이 3명의 후손들이 선조들의 시호인 ‘선(宣)’으로 성씨를 삼았으니 BC800~600년대의 일이다. 이들 희정-손숙교여-자력은 모두 황제의 직계 후손들이다. 한반도 보성군을 본관으로 한 선씨(宣氏)들이 이 3명 중 누구의 후손인지는 공식적인 사료가 없어 밝혀내지 못했다. 세종실록지리지에 선(宣)씨는 전라도 보성의 토성(土姓)으로 기록되어 있는 것으로 미루어 고조선 시대에 한반도로 이주를 시작한 것으로 판단된다. 조선(朝鮮)시대 발간된 《증보문헌비고(增補文獻備考)》에 광주 선씨(光州 宣氏)와 밀양 선씨(密陽 宣氏)등이 나타나지만 모두 보성 선씨 각파의 지역적 호칭이며 동원(同源)이다.

## 역사
황족이던 선씨(宣氏)들은 진시황이 중국을 통일하는 과정(BC 221년)에서 한반도로 이주를 시작하여 복호촌(伏虎寸=伏忽, 지금의 전라남도 보성)에 정착한 것으로 추정된다. 그후 여러 집안들이 각각 세를 이루어 후손들을 이루다가, 조선중기 양반 가문들이 앞다투어 족보를 편찬하던 17세기에 들어, 전국의 선씨들로부터 가승보(家乘譜 -각각의 집안에서 이어져 기록해온 부모 관계도)를 모아 검토한 결과, 고려시대 이전의 기록에 등장하는 선씨들의 후손들은 찾지 못했고, 조선왕조실록에서 확인된 관직을 지낸 최초의 인물(고위관직에 오르기 위해서는 고조부까지를 기록하여 정부에 제출해야 했기에 그 기록이 선씨 일문의 가승기록 중 가장 오래되고 정통성있는 기록으로 합의된 것으로 추정)인 유성군 우의정 선형의 고조부(5대조)인 선윤지(宣允祉)를 시조로 삼고, 선윤지가 낙향한 전라남도 보성을 본향으로 삼았다.
보성선씨 시조 선윤지(宣允祉)는 고려 우왕 때 황명(皇明)으로 문연각학사 자격으로 고려에 와서 전라도관찰사 겸 안렴사(按廉使)로 전라도 해안에 넘나드는 왜구를 소탕하고 민생을 안정시키는 공을 세웠으며, 고려가 망하자 벼슬을 버리고 보성에 정착하였다. 이에 도민들이 한식동(寒食洞)에 생사우(生祠宇)를 세워 선생을 추앙하였고, 1831년(순조31년) 오충사(五忠祠)로 사액되어 후손 형(炯), 거이(居怡), 세강(世綱), 약해(若海)와 함께 오충사에 배향(配享)되어 매년 제사를 지내고 있으며, 고려충신 '두문동 72현'의 1명으로 경기도 파주 통일공원내 '고려통일대전'에 위패를 모시고 있다. 1862년에 자헌대부 이조판서(資憲大夫吏曹判書) 겸 지의금부사오위도총관(知義禁府事五衛都摠管)에 증직되었다.
선용신(宣用臣)을 시조로 하는 전라남도 보성군 조성면과 도촌면에 사는 선씨들은 선용신이 고려 고종 때의 진사(進士)로 선중의 호적(보성군 호구정장)으로 신원이 입증되었다고 주장한다. 조도계(조성과 도촌에 거주하는) 선씨는 전체 선씨들의 5% 미만이다.

## 족보
보성 선씨(寶城宣氏)는 최초로 족보를 만들기 위해 신유년(1681년)에 관산(冠山) 봉림사(鳳林寺)에 모여 수보를 하였으나 초고(辛酉草稿)만 남기고 완성되지 못하였으며,
1738년(무오년)에 보성의 개흥사에서 다시 만나 수보를 시작하였고, 신유초고와 옛 문적을 참고하여 선윤지를 첫머리에 시조를 삼아 선윤지 후손들의 파를 순서대로 나열한 후에 뒤편에 세계가 확인되지 않은 선씨를 기록하였다.
1741년(신유년)에 신유초고 수정으로 기사보(1749년)의 초보(初譜)를 완성하였고,
1748년(무진년)에 안락의 징광사에서 최종 수정을 한 후,
1749년(기사년)에 보성선씨 최초 족보인 기사보(1749년)를 완성하였다.
이 때 세계가 확인되지 않아 별도로 부록되어 있던 선용신을 시조로 하는 조성과 도촌파들의 기록은 문적이 불분명하고, 역년이 위착되어 믿음이 가는 문서로 증명되지 않았고, 시조 선윤지와는 세계를 연계할 수 없어 다른 선씨로 판단하기에 조도계열을 배제하고 선윤지(퇴휴당)를 시조로 한 보성선씨 최초 족보 기사보를 만들었다. 그 후 조성과 도촌에 사는 조도계열은 선용신을 중시조로 정축년(1757년)에 별보를 하였다.
- 신유초고 : 신유년(1681년)에 시작하였으나 초고만 남기고 완성되지 못함. 초고에서 선복주님은 오선개조안렴공(吾宣皆祖按廉公)이라는 시를 남겨 안렴공(선윤지)가 시조임을 밝힘.
- 기사보     : 1749년 보성선씨 최초로 완성된 족보
- 을사보     : 1785년 보성선씨 기사보를 수정, 보완하여 발간(문송영제 수록, 문송영제란 보성선씨간 시조논쟁에 대한 1768년의 송사결과 판결문으로 보성선씨 시조가 선윤지임을 증명함)
- 정미보     : 1847년
- 정미보     : 1847년 수정발간
- 신해보     : 1851년
- 을묘보     : 1855년
- 을해보     : 1875년
- 계사보     : 1893년
- 정사보     : 1917년
- 경오보(참의공파보) : 1930년
- 임오보(옥암공파보) : 1942년
- 정해보(선전공파보) : 1947년
- 을미보     : 1955년
- 무오보     : 1978년 (선윤지 후손과 선원지 후손이 합보하였으나, 선원지 후손이 다시 분파하여 별보를 함)
- 여수 선주형

## 인물
선형(宣炯, 1434년 ∼ 1479년) :  
‘선 윤지’의 고손자(5세 손자, 고조할아버지 관계)이며 할아버지는 안악지군사(종4품, 안악군 군수) 광유(光裕)이고, 아버지는 여산지군사(종4품, 여산군 군수) 화(和)이다. 
1434년(세종 16년)에 출생하여 1451년(문종 1년) 18세의 나이로 증광시( 增廣試, 국가의 좋은 일을 축하하는 시험) 무과에 급제했다. ‘세계기록유산’인 ‘조선왕조실록’에  이름이 언급된 기록만 104건이 나올 만큼 수많은 관직을 거쳤다. 
1455년(세조 원년) 12월 경흥부사(종3품), 판사(종3품)로서 ‘세조’ 즉위에 공이 있다고 하여 ‘원종공신(原從功臣) 2등’에 책봉되었다. 
1456년 3월 경상좌도수군처치사(정3품, 경상도 부산 동래지역 해군 전단장), 안주목사(정3품), 한성부윤(漢城府尹, 종2품, 서울특별시 부시장), 판종성부사(判鐘城府事)를 역임했다.       
1459년 8월에는 상호군(上護軍, 정3품, 수도방위사령부 여단장) 직책으로, ‘세조’임금이 “나의 장자방”이라고 부르던 ‘도체찰사(都體察使, 정1품, 왕명에 따른 국정의 총책임자) 상당부원군 한명회(韓明澮)’의 근접경호를 책임지면서 그의 측근이 되었다. 1460년 10월 회령부사 겸 병마절제사(종2품, 함경도 회령 시장 겸 군단장) 1463년 4월 인수부윤(仁壽府尹, 왕실 재산 관리자)을 거쳐 1464년 1월에는 중추원부사(中樞院副使), 1464년 4월에는 한성부윤(漢城府尹)으로 다시 임명되었다. 1465년(세조 11년) 1월 경상도제언순찰사(慶尙道堤堰巡察使)로 임명되어 경상북도 경주의 북천(北川)에 새로운 수로(하천 물길)를 건설했다. 1466년 6월 의주목사 겸 절제사(평안도 의주 시장 겸 군단장)가 되었다.  
1467년 1월, 무장(군인)이지만 성품이 청렴하고 대쪽 같다는 어명과 함께 문관으로만 임명되던 황해도관찰사(종2품, 황해도 도지사)가 되었다.      ** 8공신 회맹록 (보물 653-1호, ‘선 형’을 포함한 공신들이 직접 한 수결(싸인)이 남아있다)     
1467년 5월 ‘이시애(李施愛)의 난’이 발생하자 선군(船軍, 해군)의 동원을 적극 주장했으나 받아들여지지 않았다. 1467년 7월 형조참판(刑曹參判 종2품, 법무부 차관)으로서 오자경(吳子慶) 한계미(韓繼美)등과 함께 각각 1천여 군졸을 이끌고 ‘이시애의 난’을 평정하는데 대공을 세웠다.  이 공로로 ‘정충적개공신(精忠敵愾功臣) 3등’에 책봉되었고 황해도병마수군절도사(종2품,황해도 군단장 겸 해군 전단장)에 임명됨과 동시에 ‘자헌대부(資憲大夫,  정2품, 장관급) 유성군(楡城君)’으로 봉군(군으로 작위를 내림)되었다.   
** 조선 518년 동안 ‘군’ 칭호는 702명, ‘시호’를 받은 사람은 3,000명이 훨씬 넘는다.     
1470년(성종 1년) 6월 경기도관찰사(종2품, 경기도 도지사)가 되었으며,  다음해 3월에는 성종 즉위에 공이 있어 좌리공신(佐理功臣) 4등에 책봉되었다. 충청도관찰사를 거쳐  영안북도절도사(永安北道節度使)를 역임하고, 1472년 8월 ‘정헌대부(正憲大夫 정2품) 유성군’으로  품계(직급, 정2품 하계 =>정2품 상계, 장관급 => 핵심 장관급)가 올랐다.  1477년에는 지중추부사(知中樞府事 정2품, 군사 자문기구)가 되었다.  
1479년 1월 13일 별세하여 ‘예조장(국가 주관 장례)’으로 장례를 치렀다. 
좌찬성(左贊成 종1품)으로 추증(사망 후 특별승진)되었고, ‘평양(平襄)’이라는 ‘시호(사망 후 국가에서 내리는 이름)’를 받았으며, ‘유성군’으로 봉군될 당시 봉토(봉군될 때 주는 토지)로 받은 ‘서울대 교수아파트 뒷산’에 안장되었다. 
‘동방오현(東方五賢 조선시대 성리학을 이끈 5명의 대학자)’ 중 1인으로 존경을 받는 ‘일두 정여창(一蠹 鄭汝昌)’이 ‘선평양공 행장(장례에서 사용하는 이력과 기록으로 ‘시호’를 사용한다)’을 지으며 추모했다. 
‘조선왕조실록’의 기록을 보면  “선 형은 무략(군 지휘능력)이 있고, 경서(4서 3경)와 역사에 정통했으며, 청렴 검소하며, 백성들에게 위엄과 은혜를 행하니 1계급을 더 한다” "선 형은 무사(군인)이나 그 성품이 청렴하고 간결하다“  "왕은 이르노라. ‘선 형’은 성품과 자질이 영특하고, 지식과 도량이 크고 넓었다. 그대의 공적을 높이 평가하여 봉작(군으로 임명함)을 내려 그 노고에 보답하였으니“라고 적었다. 
‘고령부원군 신숙주(申叔舟)’가 남긴 산문집 ‘보한재집(保閒齋集)’에도 ‘선 형’장군과 관련된 시가 2개 기록되어 있다.(보한재집 총 17권 중 7권과 10권에 수록)   送 宣府尹炯, 李參判文炯 燕京 (송 선부윤 형, 이참판 문형 연경) (연경으로 떠나는 부윤 ‘선 형’과 참판 ‘이문형’을 보내며)  寄贈 永安北道 兵使宣 (기증 영안북도 병사 선) (영안북도 병사 선에게 드림) 
‘선씨’들 중 가장 높은 품계(직급)인 ‘정2품 상계 정헌대부’에 올랐고, 공신 칭호를 3번 받으며 왕자(王子)와 같은 대우를 받는 ‘유성군’으로 봉군되었고, 별세 후 ‘좌찬성(종1품, 부총리)’을 거쳐 ‘정1품 우의정(국무총리 급)’으로 추증되었다. 
‘세조(7대 국왕)’와 ‘성종(9대 국왕)’의 두터운 신임 속에서, 비록 45년간의 짧은 생애였으나 무려 24년간  정3품 이상의 당상관(100명~150명 남짓한 중앙정부의 최고위 관리)에 임명되었다. ‘세조’임금의 증손녀(‘성종’의 조카, ‘덕진군 이 활’의 딸)와 ‘유성군 선 형’의 증손자 ‘선 헌’(막내아들의 큰손자)간에 결혼이 이뤄진 것을 보면, 역대 왕실(王室)과의 관계도 좋았던 것으로 보인다.  
경기도 고양시 강매동에 세운 영모재(永慕齋)에서 불천위(不遷位 영원토록 매년 지내는 제사) 제사를 지내고 있으며, 전남 보성군 오충사(五忠祠), 경기도 고양시 오충사(五忠祠), 전남 장흥군 포충사(褒忠祠)에서도 봄-가을로 제사를 지낸다.

선거이(宣居怡, 1545년 ∼ 1598년) :  
‘선 윤지’의 8세손으로 증조할아버지는 좌찬성(종1품) ‘유성군 형(炯)’ 할아버지는 오위도총부도사(종5품) 숙철(淑鐵), 아버지는 의금부도사(종5품) 상(祥)이다. 자는 이중(怡仲) 사신(思愼), 호는 친친재(親親齋) 
1545년(명종 원년) 7월 25일에 출생하여,1569년(선조 2년) 공신(유성군 선 형)의 후손 자격으로 겸사복(兼司僕 국왕 직속 경호대)으로 임명되었고, 임기 7년의 ‘겸사복’을 마치고, 1579년(선조 12년) 식년시(매3년마다 보는 정식 시험) 무과에 급제하였다. ‘겸사복” 경력이 더해져 급제 14년차가 되는 1586년, 함북병마절도사 ‘이 일(李 鎰)’의 계청군관(啓請軍官정3품, 군단장 보좌관)으로 임명되었다. 
1587년 동갑내기 친구인 ‘조산만호(造山萬戶 종4품) 이순신(李舜臣)’이 녹둔도(鹿屯島)에서 여진족과 항전을 벌였으나, 북병사 이 일(李 鎰)은 본인의 실수를 감추기 위해 전투력 손실을 이유로 ‘이 순신’을 감옥에 가뒀다. ‘선 거이’는 감옥으로 가는 ‘이순신’에게 “모함으로 억울하게 감옥에 가는데 술이라도 한잔 하고 가라“면서 안타까워했고 ‘이순신’은 "죽고 사는 것은 운명인데 술은 마셔서 뭐 하겠냐“ 라고 말했다. ‘선 거이’는 ‘이순신’을 구출하기 위해, ‘병조판서(兵曹判書 정2품, 국방부장관) 정언신‘에게 무고함을 주장하는 편지를 보냈고, 그 편지가 도움이 되었는지는 알 수 없지만 얼마 후 ‘이순신’은 석방되었다. 그 후 두 사람은 녹둔도(鹿屯島)를 침략했던 여진족을 토벌(시전부락 전투)하는 전공을 세운다.   
** 장양공정토시전부호도 (육군박물관 소장) 참여한 장군들의 이름과 직책이 있다       우위 3번 용양도장 절충장군(정3품) 행 부호군(종4품) 선 거이    우위 12번 우화열장 급제 이순신    우위 23번 일계원장 종성부사(종3품) 원 균 **         
1588년 거제현령(종5품), 성주목사(정3품)를 거쳐 1589년 광릉헌관(조선 7대왕 세조의 제사를 책임지는 정3품 관리)이 되었다.    
** 송간 이정회(李庭檜)가 35년간 작성한 친필 일기로 광릉헌관 ‘선 거이“가 나온다**  
1590년 ‘전라우도수군절도사(정3품, 전라도 해남 우측 해군 전단장)’가 된다. ‘선 거이’가 정3품 수군절도사로 임명될 때 ‘이순신’은 정읍현감(종6품)이었다. ‘이순신’은 가장 절친한 전우인 ‘선 거이’의 당상관(최고위 관리) 취임을 축하하러 전라우수영에 도착했고, ‘선 거이’는 여러 계급이나 아래였던  ‘이순신’을 너무나 반가워하며 가장 귀한 손님으로 각별하게 대접했다. 1591년 진도군수(종4품)를 겸직하라는 명을 받는다.  
1592년 3월 17일 전라도병마절도사(종2품, 당시 군인으로 최고위 직책 전라도 군단장)에 임명되었으나, 1달도 못돼 발생한 ‘임진왜란’으로 인해 임명장이 전달되지 못하고 조정(국가, 정부)에 남아 있다가, 현재는 ‘충남 천안 목천읍’에 ‘독립기념관’에 보관 전시되고 있다. [https://search.i815.or.kr/sojang/read.do?isTotalSearch=Y&doc=&adminId=1-002878-000]
1592년 4월 13일 임진왜란이 발발함에 따라, 진급 명령서를 전달받지 못한 ‘선 거이’는, 후임으로 임명된 ‘이억기’에게 전라우수영을 넘겨주고‘전라좌도수군절도사(정3품)’로 취임한 친구 ‘충무공 이순신’과 함께 ‘진도군수’ 자격으로 ‘한산도 대첩’에 참전하여 승전한다.
1592년 11월 전라도병마절도사(종2품, 전라도 군단장)로 다시 임명되어 ‘오산 독산성’ 전투에서 승전하였으나 왜군의 총탄에 부상을 당했다. 1593년 2월 ‘부원수 겸 전라도병마절도사(종2품)’로서 ‘도원수 겸 전라도관찰사(종2품, 전라도 도지사) 권 율’과 함께 ‘행주 대첩’에서 대승을 거뒀다.  
‘도원수 권 율’은 1582년 45세의 늦은 나이로 문과에 급제한 후, 55세가 되던 1592년 7월 ‘종2품 전라도관찰사’에 임명됐다.  ‘부원수 선거이’는 1569년 ‘겸사복’으로 시작하여 23년만인 1592년 3월에  47세의 나이로 ‘종2품 전라도병마절도사’에 임명되었다. ‘임진왜란’이라는 전쟁 속에서도 ‘문관우대 정책’은 유지되었고,‘권 율’은 문관으로 도원수(합참의장)로 임명되었으며, ‘선 거이’는 무관으로 부원수(육군 참모총장)가 되었다. 그러므로 모든 전투의 작전과 지휘는 10년차 문관인 도원수의 몫이 아니라, 23년차 장군이던 부원수가 주도했다고 보는 것이 타당할 것이고, 행주대첩 1등 공신의 명예도 문신인 ‘권 율’이 아니라,무신(군인)인 ‘선 거이’장군에게 돌아가야 마땅하다.  행주대첩 당시의 상황을 돌이켜보면, ‘권 율’은 ‘전라도관찰사’로서 ‘전라도 감영’ 소속의 8백명 병사만을 직접 지휘했다.  '선 거이’는 ‘전라도병마절도사’로서 ‘전라도 병영’ 소속의 6천명 병력을 지휘해서 수원에 도착했다. 그 중 2천명 병사들에게 수원성을 지키게 하고, 4천명의 병사를 인솔하여 ‘행주산성’전투에 참여했다. 그때 강화도에서 주둔하던 ‘전임 전라도병마절도사’의 ‘전라도 병영’소속 선발대 8천 병사들이 추가로 합류한다. 그래서 총 1만 2천명의 전라병영 병사들이 ‘부원수 선 거이’의 지휘 아래 ‘행주산성 전투’에 참가했다.  ‘전라감영’ 소속 8백명 병사(6%)롤 지휘한 도원수 ‘권 율’ ‘수원부사 김천일’이 이끌던 ‘수원부’ 병력 1천명(7%), 김제 금산사 주지 ‘처영 스님’이 이끌던 1천 승병"(7%)들과 ‘전라병영’ 소속의 1만 2천명의 병사(80%)들올 지휘한 ‘부원수 선 거이’의 합동작전으로 ‘행주대첩’이라는 대승이 이뤄진다.  
당시 상황으로 ‘전투 지휘관’들의 공적을 판단해 보면, 전체 병력의 80%를 지휘하여 참가한 ‘부원수 선 거이’ 또한‘도원수 권 율’과 함께 ‘선무공신 1등’에 올랐어야 마땅하다. 그러나 행주대첩의 승전을 보고받고 공적을 판단하는 자리에는‘권 율’의 아버지인 영의정(국무총리) ‘권 철’과 ‘권 율’의 사위(딸의 남편)인 병조판서(국방부장관) ‘이항복’이 있었다. 
운봉전투, 금령전투, 사평전투에서 승전했으나 1593년 6월 경상도 ‘진주성’을 사수하라는 명령에 반대하면서, 전투 병력을 후방으로 보냈다. ‘부원수 선 거이’는 “조선군은 병력이 적고, 왜군은 병력이 많으니 조선의 모든 병력들이 진주성 내로 진입했다가 포위-고립된다면, 조선군 전체가 섬멸당하는 사태가 발생할 수 있다. 지금은 병력을 보존하여 북진을 저지하고 호남을 방위하는 것이 옳다“고 주장하면서 ‘도원수 권 율’을 설득했다. 결국 ‘도원수 권 율’의 승인과 명령을 받고 병력들을 후퇴시켰으나, ‘명령 불복종’이란 단어는 ‘권 율’은 빼고 ‘선 거이’에게만 적용됐다. 그로인해 선무공신 1등(이순신, 권 율, 원 균)에 오르지 못했다.  
1594년 9월 ‘충청도 병마절도사(종2품, 충청도 군단장)’로 부임했다가 1594년 11월 ‘충청도 수군절도사(정3품, 충청도 해군 전단장)’로 좌천됐다.  
‘선 거이’와 ‘충무공 이순신’은 서로의 자질을 높이 평가했다. 한산도 ‘삼도 수군 통제영’에서 ‘충청수사 선 거이’가 근무할 때 풍습병(류마티즈 관절염)에 걸렸는데, ‘이순신’은 수시로 문병을 하며 걱정을 했고, ‘선 거이’가 ‘충청수사’에서 ‘황해 병사’로 복귀하여 떠날 때에는 이별을 아쉬워하는 시를 ‘난중일기’에 남겼다.  
[1595년 6월 20일 난중일기]종일 다락에 앉아 있는데. ‘충청 수사’가 말이 분명치 않다는 말을 들었다. 저녁에 가보니 중태에 이르지는 않았으나, 습기가 많은 곳에서 발생하는, 뼈마디가 처리고 아픈 ‘풍습병’으로 많이 상했다. 무척 염려가 된다. 
[1595년 6월 25일 난중일기] ‘충청수사 선 거이’에게 가서 그의 병세를 보니 이상한 일이 많다. 
[1595년 7월 3일 난중일기] 아침에 충청수사에게 문병을 가니, 많이 낳았다고 한다. << 중 략 >>  
[1595년 9월 14일 난중일기] ‘충청수사’와의 이별하는 술잔을 ‘경상우수사’도 참석하여 함께 하다가 밤이 깊어서야 헤어졌다. ‘수사 선 거이’와 작별하며 내가 써 준 시는 이러하다.  
수사 ‘선 거이’와 작별하며 (贈別宣水使居怡 증 별  선수사 거이)  
북쪽에 가서도 함께 동거동락 했고, 남쪽에 와서도 생사를 같이 했지.(北去同勤苦 북거동근고  南來共死生 남래공사생)
오늘밤은 달 아래 술 한잔을 나누고, 내일은 이별의 정을 나누는구나.(一杯今夜月 일배금야월  明日別離情 명일별리정)  
[1595년 9월 15일 난중일기] 맑다. ‘수사 선 거이’가 와서 나를 만나고 떠나는데, 또 이별의 잔을 들고 나서야 헤어졌다.  
1595년 9월 황해도 병마절도사로 임명되었으나 병이 심해져 부임하지 못했다.  
왜적들에게 비장군(飛將軍, 날아다니는 장군)이라고 불렸던 ‘선 거이’는 ‘정유재란’이 일어나자 아픈 몸을 이끌고 ‘부원수 겸 7도 병마절도사(명예직)‘ 자격으로 ’임진왜란‘ 마지막 전투인 ‘울산성 전투’에 참전하여 왜적 70여명을 사살하고 1598년 1월 적의 총탄에 54세를 일기로 전사했다. 치열했던 전쟁의 마지막 상황이어서 시신조차 찾을 수 없었고, 고향인 ‘전남 보성군 조성면 봉능리’에서 시신도 없이‘초혼장(죽은 사람의 혼을 불러들여 지내는 장례)’으로 장례를 치렀다. 
‘충무공 이순신’장군의 가장 가깝고 오래된 친구이자 전우였으며, 임진왜란 당시 육-해군 최고위 직책으로 근무했던 단 2명의 군인으로서 문신들의 극심한 모함에 시달렸다. 같은 해 4개월 차이로 태어나, 여진족과 왜군을 저지하는 전쟁터에서 평생을 함께 하다가 ‘임진왜란’ 마지막 육상전투(1598년 1월)에서 ‘선 거이’장군이, 마지막 해상전투(1598년 12월)에서 ‘충무공 이순신’장군이 전사했다.   
** 정조 임금 일기 ‘일성록’ 1799년 8월 22일  고(故) 전라 병사 ‘선 거이’는 곧 세조조의 적개공신 ‘유성군 선 형’의 증손으로, (..중략..)  목을 베고 사로잡은 적이 70여 급이나 되었습니다. 상처를 싸매고 혈전을 벌였습니다만 다시 탄환에 맞아 숨을 거두었습니다.**  
‘선 거이’장군에게 예조(교육부, 문화부)에서 내린 금석문(금속이나 돌로 만든 비석)에는 “임진란 당시 바다에서는 ‘이순신’, 육지에서는 ‘선 거이’라 불렸으며, 그 공로가 ‘충무공 이순신’과 비슷하다“라고 기록되어 있다.  
전쟁 후 ‘진주성 항명’을 이유로 ‘선무공신 1등’은커녕 2-3등에도오르지 못하고, 그 아래 등급인  ‘선무원종공신 1등’에 책봉되었고, 200년이 지난 1801년에서야  조정(국가, 정부)으로부터 충신정려(충신을 기리는 솟을대문과 비석)를 하사받아 광주광역시 광산구에 ‘충신정려문(忠臣旌閭門)’이 세워졌으며, 1862년 11월 병조판서(정2품, 국방부장관)로 추증(사망 후 특별승진)되었다.  
‘행주대첩 기념 제사’를 매년 주관하는 고양시 ‘행주서원’에서‘도원수(문관) 권 율’의 부원수(무관, 군인) 자격으로 예하 장수들과 함께 제향(국가에서 올리는 제사)되고 있으며, 대한민국 ‘162 보병여단’을 ‘선 거이 부대’라고 부르고 있다. 
전남 보성군 오충사(五忠祠), 경기도 고양시 오충사(五忠祠), 전남 장흥군 포충사(褒忠祠)에서도 봄-가을로 제사를 지낸다.

선극례(宣克禮, 1556년 ~ 1597년) : 
"선 윤지“의 9세손이다. 명종 11년(1556년)에 출생하여 선조 9년(1576년) 무과에 급제했다. 임진왜란이 발발하자, "대호군(종3품)"으로 임명되었다가  "경상좌도수군절도사(정3품)"를 역임했다. 선조 30년(1597년) 정유재란 때 울산전투에 참여하여 공을 세웠고 신령면 전투에서 42세의 나이로 전사했다. 선조 38년(1605년) 선무원종공신 1등에 책봉되었다. 경남 울주군 작괘천(울산 12경 작천정) 인근의 "선무원종공신비"와 기념 바위에 그 이름이 기록되어 내려오고 있으며, 경북 영천시 ”팔공산“ 인근에 묘비를 세웠다. 울산전투를 기념하는 울산 충의사(忠義詞)에 제향되었다.  
경상도에 거주하던 “선 극례”장군의 후손들과 전라도 보성에 있던 "선씨 대종중“간의 교류가 없었던 관계로,  “선 거이”장군 다음으로 공적이 많음에도 불구하고, "선씨 5충신"에 합류하지 못해 추증을 받지 못했다.

선세강(宣世綱, 1576년 ∼ 1636년) : 
"선 윤지“의 9세손이며 ”사헌부 장령(정4품) 선 세휘“의 형이다. 선조 10년(1577년) 출생하여 선조 36년(1603년) 무과에 급제했다. 광해군 10년(1618년) "평안도벽단첨사(碧圍僉使 종3품)”를 거쳐, "경기중군(京鐵中軍)“이 되어 "영평산성”의 건축을 지휘했다. "홍주영장(정3품, 홍주지역 부대장)"을 지내고 "안동영장”을 역임하였다. 1636년(인조 14년) 병자호란이 발발하자, 경상좌도병마절도사   허 완(許 完)과 함께 남한산성에 고립된 “인조 임금”올 구출하기 위해 경기도 광주군 쌍령(雙顧)으로 군사들을 이끌고 출전했다.  "경상좌병사 허 완"은 산골짜기에 진올 칠 것을 명령했지만, "선 세강“은 "우리는 숫자가 적은 보병이고, 적들은 숫자도 많은 기병들이니 산 위에 진을 구축해야한다"고 주장했다. 그러나 상급자인 “허 완”의 거듭된 명령에 따라 어쩔 수 없이 산골짜기에 진을 쳤고, 한밤중에 기습한 적과 맞서 싸우다가 칼을 손에 잡은 채 전사했다. 
"선 세강“의 주장이 받아들여지지 않은 "쌍령 전투”는 한민족 역사상 가장 치욕적인 3대 패전중 하나로   기록되었고, "쌍령 전투"의 패전으로 인해 모든 군사력을 잃은 조선은 단 27일을 더 버티고 청나라에게 항복(삼전도의 굴욕)하게 된다.  병자호란이 끝난 후 "인조 임금"은 “선 세강”장군에게 병조참판(종2품, 국방부 차관)을 추증하고, 명정(운구 앞에 서는 깃발)을 하사하면서 고향인 전남 장흥까지 시신을 옮기라고 명했다. 1862년 11월 병조판서(정2품, 국방부장관)로 한번 더 추증되었다.  1979년 9월 전사했던 장소에 대한민국 중앙정보부(현 국가정보원)에서 비석을 세웠다.  
“길손이여 발을 멈추소서, 이곳은 선세강 장군이 전사한 곳. 병자호란때 겨레를 위하여 나라를 위하여“ 중앙정보부장 이후락
경기도 광주시 “정충묘”에서 매년 광주시 주관으로 제례를 한다.  전라도 보성의 오충사(五忠祠), 경기도 고양시 오충사(五忠祠), 전남 장흥군 포충사(褒忠祠)에서도 봄-가을로 제사를 지낸다.

선약해(宣若海, 1579년 ∼ 1643년) :  
"선 윤지“의 10세손이며 아버지는 대구도호부사(종3품) 의문(義問)이다. 선조 12년(1579년) 출생하여 선조 38년(1605년) 무과에 급제하였다. 1625년 “울진 군수”를 역임하고 인조 8년(1630년) "비변사낭청(종6품)”으로 있을 때, 당시 적국이던 후금(後金 - 청나라)에 다녀올 담력을 가진 위문사(慰問使, 외교관)가 반드시 필요했다. 이에 "비변사(조선시대 국방에 관한 최고 의결기구)”에서는 “선 약해"를 문무의 재주를 겸비했다고 추천했고, 국서를 지참하고 국왕의 특사 자격으로 청나라 심양(瀋陽)에 다녀왔다. 숭명배청(崇明排淸, 명을 숭상하고 청을 배척함)이라는 조선 국왕의 지시에 따라 특사의 업무를 완벽하게 수행하고, 청나라의 압력에 굴복하지 않은 공로로 인해, 귀국 후 품계가 오르고, 금편(金輕 : 금으로 도금한 말의 채찍), 초구(怨裴 : 담비의 모피로 만든 갑옷), 옥배(玉否)등을 하사 받았다. 그 뒤 “평산부사(종3품)” “정평부사“ “밀양부사”를 거쳐 경상좌도수군절도사(정3품)를 지냈다. 
"선 약해“가 기록한 ”심양사행일기“는 1630년 4월 3일부터 5월 23일까지의 기록으로, 당시 만주와 하북의 정세 및 청나라(당시 후금)인들의 관심사가 고스란히 드러나는 역사적 자료를 남겼다. 청나라에 인질로 끌려갔던 “소현세자” 일행이 작성한 “심양일기"는 고단했던 인질 생활과 심양의 풍경, 생활상 등을 적은 것이지만, "선 약해“의 ”심양사행일기”는 명나라를 숭상하고 청나라(당시 후금)를 배척하던 당시 조선의 외교정책을 무관(군인)의 비판적 시각으로 기록했고, 미래의 적군이 될지도 모르는 후금(청나라)의 각종 군사적 정보를 심층적으로 기록한, 당시 외교 - 국방정책을 알 수 있는 중요한 문서이다. 당시 조선이 앞으로 취할 수 있는 정책의 행보가 “선 악해”가 기록한 “심양사행일기”에 드러나 있음에도 불구하고, 정책 결정자인 왕이 애써 외면했기에(혹은 인식하지 못했기에) 결국 “병자호란”이 발발했고, “삼전도의 굴욕”을 겪게 되었다. 
1862년에 "병조참판(종2품)”에 추증되었고, 1873년에 "병조판서(정2품)"로 한번 더 추증되었다.   전라도 보성의 오충사(五忠祠), 경기도 고양시 오충사(五忠祠), 전남 장흥군 포충사(褒忠祠)에서도 봄-가을로 제사를 지낸다.

선여경(宣餘慶, 1551년 ∼ ?) : 
조도계열 선용신의 후손. 자는 경숙(敬叔)·응원(應遠), 호는 도암(道庵)이다. 1583년(선조 16) 무과에 급제하였다. 선전관(宣傳官)‧주부(主簿) 등의 관직을 수행하다가, 1591년(선조 24) 부친상을 당하여 움막에서 시묘살이를 하였다. 1592년(선조 25) 임진왜란이 일어나자, 시묘를 하던 중이었으나 상복을 먹물로 염색하여 입고서 두 아들과 종형제들에게 구국을 위해 목숨을 바칠 뜻을 말하였다. 이들도 “사나이가 죽어야 할 때가 이때이다.” 하면서 함께 어가를 호종(扈從)하였다. 평양성 전투를 전후하여 공을 세우고 이들은 모두 순절하였다. 선무원종공신(宣武原從功臣)으로 녹훈(錄勳)되었고, 이들 6충신을 기리기 위하여 전라남도 보성군(寶城郡) 정흥리 호음동에 ‘선씨육충유장비(宣氏六忠遺庄碑)’를 세웠다. 사후 숭모재(崇慕齋)에 제향(祭享) 되었다. 
그러나 별시방목(과거 급제자 목록)에 기록된 선여경은 “자시하(慈侍下=아버지는 돌아가시고 어머니만 모시는 상태)로 기재되어 있어, 무과에 급제한 선여경이 직책을 받지 못하던 상황에서 임진왜란이 발생하자 직책없이 후퇴하는 임금을 경호하다가 순절했을 것으로 보는 것이 합당할 듯 하다. 공신록권에도 당시 직책이 정(正)으로 기록되어 있음을 더해서 판단한다.

## 과거 급제자
보성 선씨는 조선시대 문과 급제자 7명, 무과 급제자 29명을 배출하였다.
문과
선문주(宣聞周) 선세휘(宣世徽) 선순보(宣淳輔) 선약봉(宣若奉) 선준채(宣俊采)
선진규(宣鎭奎) 선헌(宣憲)
무과
선거이(宣居怡)  선거중(宣居重) 선경협(宣景恊) 선귀인(宣貴仁) 선기주(宣起周) 선극례(宣克禮) 선덕민(宣德敏)
선덕용(宣德容) 선문환(宣文煥) 선봉령(宣鳳齡) 선세강(宣世綱) 선순웅(宣舜雄) 선순흠(宣舜欽)
선시진(宣時振) 선약해(宣若海) 선여경(宣餘慶) 선영길(宣永吉) 선응길(宣應吉) 선응진(宣應軫)
선의남(宣義男) 선익도(宣翊道) 선익성(宣翊成) 선익성(宣翊成) 선익헌(宣翊憲)
선중륜(宣重倫) 선팽(宣彭) 선필영(宣必英) 선형(宣炯) 선호적(宣豪績)
생원시
선세휘(宣世徽) 선약봉(宣若奉) 선양중(宣養中) 선우빈(宣遇贇) 선정달(宣廷達)
선헌(宣憲)
진사시
선문주(宣聞周) 선병련(宣炳蓮) 선붕익(宣鵬翼) 선세기(宣世紀) 선우해(宣羽海)
선응직(宣應直) 선의문(宣義問) 선인후(宣仁厚) 선탁경(宣倬卿)
음관
선문주(宣聞周) 선원표(宣元杓) 선준채(宣俊采) 선창로(宣昌魯)
음양과
선흥윤(宣興胤)

## 인구
- 1985년 7,651가구, 33,105명
- 2000년 10,821가구, 34,842명
- 현재는 약 4만여명으로 추정되고 있으며 보성을 중심으로 한 선윤지후손이 37,000여명으로 95%이상이며, 도촌을 중심한 선용신후손이 3,000여명으로 5%미만으로 추산되고 있다.